# Peter Neururer
Peter Neururer (* 26. April 1955 in Marl) ist ein ehemaliger deutscher Fußballtrainer und -funktionär.

## Karriere
Neururer war aktiver Fußballspieler in der Amateur-Oberliga. Um im Profifußball mitwirken zu können, entschied er sich früh für eine Laufbahn als Trainer.

### Erste Erfahrungen
Seine Trainerkarriere begann er nach seinem Sportlehrerdiplom beim TuS Haltern. Nachdem er bei einem Trainerlehrgang Horst Hrubesch kennen gelernt hatte, holte ihn dieser bei Antritt seiner ersten Trainerstation bei Rot-Weiss Essen als Trainerassistenten an seine Seite. Nach einem missglückten Saisonstart reichte es in der Spielzeit 1986/87 zum zehnten Tabellenplatz für den Zweitligisten. Der Aufwärtstrend aus der Rückrunde setzte sich jedoch nicht fort. Im September 1987 wurden Hrubesch nach einer 1:3-Auswärtsniederlage bei Rot-Weiß Oberhausen auf dem drittletzten Tabellenplatz liegend freigestellt und Neururer zum Nachfolger befördert. Mit einem 3:0-Erfolg über den SSV Ulm 1846 durch Tore von Dirk Helmig, Detlef Laibach per Strafstoß und Ralf Regenbogen hatte er zusammen mit seinem Ko-Trainer Jürgen Röber einen erfolgreichen Start in seine erste Tätigkeit als Cheftrainer im Profifußball. Nach zwei Siegen und drei Unentschieden in acht Spielen entschied sich der Klub nach einer 1:5-Niederlage beim SC Fortuna Köln im November zum erneuten Trainerwechsel. Ab dem 19. Spieltag saß Horst Franz auf der Trainerbank und führte den vormaligen Bundesligisten zum Klassenerhalt.
Im Januar 1988 fand der bekennende FC-Schalke-04-Fan beim Ligakonkurrenten Alemannia Aachen eine nächste Anstellung, bevor er am 11. April 1989 zum Cheftrainer des FC Schalke 04, der seinerzeit ebenfalls in der 2. Bundesliga spielte, ernannt wurde. Obwohl Neururer erste Erfolge aufweisen konnte (zweiter Tabellenplatz in der 2. Bundesliga), beurlaubte Klubpräsident Günter Eichberg den Trainer am 13. November 1990 überraschend.

### „Feuerwehrmann“ (1. und 2. Bundesliga)

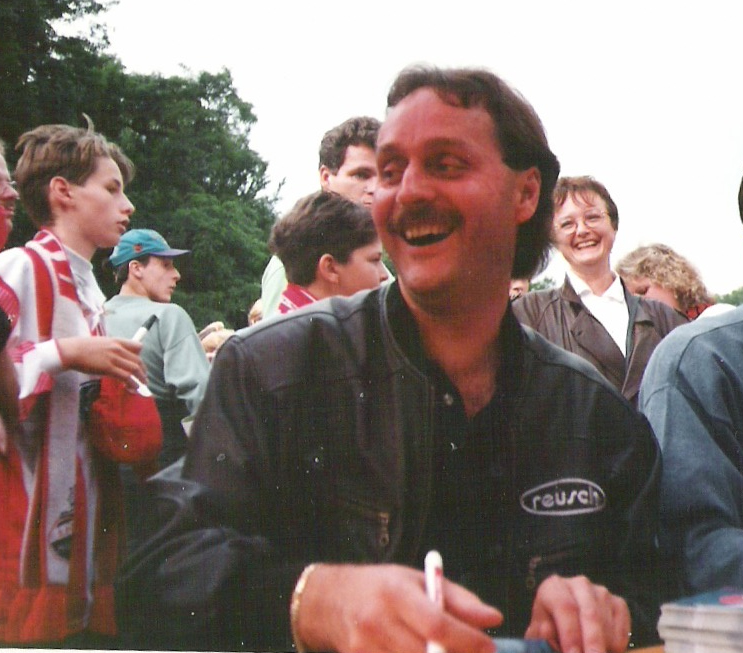
Peter Neururer (1996)

Neururer verließ das Ruhrgebiet und erwarb sich in den kommenden Jahren aufgrund zahlreicher kurzfristiger Anstellungen den Ruf eines „Feuerwehrmannes“, da er überwiegend Mannschaften übernahm, die sich im Abstiegskampf befanden. Mit Hertha BSC trainierte er seine erste Bundesligamannschaft. Nach 12 Spielen, in denen seine Mannschaft bis dahin 2 Punkte bei einem Torverhältnis von 16:43 erreicht hatte, wurde er freigestellt. Es folgten die Vereine 1. FC Saarbrücken, Hannover 96 und 1. FC Köln, Fortuna Düsseldorf, Kickers Offenbach und LR Ahlen. Bei keinem dieser Vereine blieb er länger als zwei Jahre im Amt.

### Erfolge mit Bochum
Längerfristigen Erfolg hatte Neururer mit dem VfL Bochum, bei dem er am 4. Dezember 2001 Nachfolger von Bernard Dietz in der 2. Bundesliga wurde. Auf Anhieb führte er den Verein zurück in die erste Bundesliga und zwischenzeitlich an die Tabellenspitze. Aufgrund dieses Erfolges verlängerte der VfL den Vertrag mit Neururer am 4. März 2004 um weitere zwei Jahre bis zum 30. Juni 2007. Der VfL erreichte in der Saison 2003/04 den fünften Platz in der Bundesliga und spielte somit in der Saison 2004/05 im UEFA-Pokal. Hier wurde die Qualifikation für die weitere Gruppenphase verpasst. Anhaltender Misserfolg in der Saison 2004/05 brachte den VfL in eine akut abstiegsgefährdete Situation, sodass der damalige Vorsitzende des Aufsichtsrats, Werner Altegoer, und Neururer im Mai 2005 gemeinsam die Aufhebung des Vertrages zum Ende der Saison vereinbarten, falls der VfL Bochum absteigen sollte. Der Klassenerhalt wurde nicht geschafft; Bochum belegte am Ende den 16. Tabellenplatz mit einem Punkt Rückstand auf Borussia Mönchengladbach und stieg somit ab. Als Nachfolger Neururers wurde am 23. Mai 2005 Marcel Koller der Öffentlichkeit vorgestellt.
Das drittletzte Spiel mit dem VfL Bochum gegen den 1. FC Nürnberg am 7. Mai 2005, das die Franken mit 2:1 gewannen, war Neururers 500. Spiel als Cheftrainer im Profibereich und zugleich sein 100. Bundesliga-Einsatz als Trainer auf der Bank des VfL. Auf dieses Spiel folgten noch zwei Siege in den letzten beiden Saisonspielen gegen Stuttgart und in Hamburg.

### Hannover 96
Vom 9. November 2005 bis 30. August 2006 war Neururer Trainer beim Erstligisten Hannover 96. Am Ende der Saison 2005/06 war er dort bereits wieder umstritten, da der Verein in der Rückrunde nicht an die Anfangserfolge nach Neururers Ernennung anknüpfen konnte und das Saisonziel – einstelliger Tabellenplatz – verfehlt wurde. Nach dem dritten Spieltag der Saison 2006/07 trennten sich Hannover 96 und Neururer einvernehmlich. Neururer stand bis Sommer 2007 bei Hannover weiter unter Vertrag. Im Jahr 2015 war er als Nachfolger von Tayfun Korkut im Gespräch.

### MSV Duisburg
Am 16. November 2008 verpflichtete der MSV Duisburg Neururer als Nachfolger von Rudi Bommer. Sein Vertrag, der zunächst bis zum Ende der Saison 2008/09 begrenzt war, wurde im Frühjahr 2009 um ein Jahr bis zum Ende der Spielzeit 2009/10 verlängert. Nach einem misslungenen Start in die Zweitligasaison 2009/10 trennten sich die Wege des MSV und Neururers am 29. Oktober 2009. Seine Nachfolge trat Milan Šašić an.

### Rückkehr zum VfL Bochum
Am 8. April 2013 trat Neururer sechs Spieltage vor Saisonende die Nachfolge von Karsten Neitzel als Trainer beim VfL Bochum an, der zu diesem Zeitpunkt auf dem Abstiegs-Relegationsplatz der 2. Bundesliga stand. Er erhielt zunächst einen Vertrag bis zum Ende der Saison 2012/13. Die ersten vier Spiele des VfL Bochum unter seiner Leitung konnten gewonnen werden, drei davon ohne Gegentor. Aufgrund der anfänglichen Erfolge spielte der VfL am 4. Mai 2013 zum zweiten Mal in der Zweitligageschichte des Vereins in einer ausverkauften Heimspielstätte. Am vorletzten Spieltag sicherte sich Bochum unter Neururer vorzeitig den Klassenerhalt. Daraufhin einigte er sich mit dem Verein auf eine Vertragsverlängerung bis Juni 2015. Am 9. Dezember 2014 wurde er wegen „vereinsschädigenden Verhaltens“ von seinen Aufgaben freigestellt. Er soll „unter anderem Spieler, die sich in unangemessener Form zur Arbeit der Vereinsgremien geäußert haben, in dieser Meinung bestärkt“ haben.

### Vereinigung der Vertragsfußballspieler
Von 2017 bis 2018 sowie seit August 2020 ist er für die Spielergewerkschaft Vereinigung der Vertragsfußballspieler (VDV) tätig, wo er arbeitslose ehemalige Profi-Fußballspieler trainiert, um sie für eine Rückkehr in das Profi-Geschäft fitzuhalten.

### Karriere als Fernsehexperte
Seit der Saison 2012/13 ist Neururer Stammgast in der Fußball-Talkshow Fantalk von Sport1. Diese Tätigkeit gab Neururer auch nicht auf, als er 2013 beim VfL Bochum wieder einen Trainerjob innehatte. Seit Sommer 2015 ist Neururer Experte bei der Sport1-Talkshow Doppelpass. Zudem kommt Neururer auch bei von Sport1 übertragenen Fußballspielen am Spielfeldrand als Experte zum Einsatz. An der Seite von Hans Sarpei wirkt er seit Anfang 2017 in der Sport1-Sendung „Das T steht für Coach“ mit. Seine Tätigkeit bei der Vereinigung der Vertragsfußballspieler war Gegenstand der sechsteiligen Doku-Reihe FC Arbeitslos – Zurück ins große Spiel, die im Herbst 2018 bei Nitro ausgestrahlt wurde.

### Karriere als Funktionär
Im März 2019 wurde Neururer als neuer Sportlicher Leiter des Regionalligisten SG Wattenscheid 09 vorgestellt, zog sich jedoch bereits fünf Monate später wieder zurück, nachdem es um die Finanzen des Klubs immer schlechter stand. Von Mai 2021 bis September 2022 war Neururer Vorstandsmitglied beim Regionalligisten Wuppertaler SV.

## Stationen als Trainer
| Verein                  | von                | bis                | Liga                             |
| ----------------------- | ------------------ | ------------------ | -------------------------------- |
| TuS Haltern             | 1. Juli 1984       | 30. Juni 1985      |                                  |
| SV Westfalia Weitmar 09 | 1. Juli 1985       | 30. Juni 1986      |                                  |
| Rot-Weiss Essen         | 15. September 1987 | 17. November 1987  | 2. Bundesliga                    |
| Alemannia Aachen        | 11. Januar 1988    | 9. April 1989      | 2. Bundesliga                    |
| FC Schalke 04           | 11. April 1989     | 13. November 1990  | 2. Bundesliga                    |
| Hertha BSC              | 13. März 1991      | 27. Mai 1991       | 1. Bundesliga                    |
| 1. FC Saarbrücken       | 1. Juli 1991       | 30. Juni 1993      | 1. + 2. Bundesliga               |
| Hannover 96             | 7. November 1994   | 30. Mai 1995       | 2. Bundesliga                    |
| 1. FC Köln              | 1. April 1996      | 30. September 1997 | 1. Bundesliga                    |
| Fortuna Düsseldorf      | 20. April 1999     | 30. Juni 1999      | 2. Bundesliga                    |
| Kickers Offenbach       | 25. Oktober 1999   | 6. August 2000     | 2. Bundesliga + Regionalliga Süd |
| LR Ahlen                | 20. September 2000 | 27. November 2001  | 2. Bundesliga                    |
| VfL Bochum              | 4. Dezember 2001   | 30. Juni 2005      | 1. + 2. Bundesliga               |
| Hannover 96             | 10. November 2005  | 30. August 2006    | 1. Bundesliga                    |
| MSV Duisburg            | 16. November 2008  | 29. Oktober 2009   | 2. Bundesliga                    |
| VfL Bochum              | 8. April 2013      | 9. Dezember 2014   | 2. Bundesliga                    |

## Erfolge
- Aufstieg in die Bundesliga: 1992 (1. FC Saarbrücken), 2002 (VfL Bochum)
  - als Meister der 2. Bundesliga Süd: 1992

## Sonstiges
Neururer wurde bereits zweimal beim Autofahren mit Blaulicht von der Polizei gestoppt: Das erste Mal fiel er 2004, als er auf dem Weg zur Arbeit beim VfL Bochum war, mit dem Blaulicht auf dem Auto einer Zivilstreife auf. Das zweite Mal fuhr er im November 2009 in Luxemburg mit mehr als 60 km/h in eine Geschwindigkeitskontrolle. Bei der anschließenden Kontrolle wurden das Blaulicht auf dem Beifahrersitz sowie eine Schreckschusspistole im Handschuhfach entdeckt, für welche er zwar einen Waffenschein besitzt, aber die er dennoch in Luxemburg nicht hätte mit sich führen dürfen.
Am 9. Juni 2012 erlitt Neururer beim Golfspielen in Gelsenkirchen einen Herzinfarkt und wurde für mehrere Tage sediert.
Im Oktober 2012 erschien seine von Thomas Lötz verfasste Biografie „Peter Neururer: Aus dem Leben eines Bundesligatrainers“.
Neururer war 2016, 2018 und 2025 zu Gast in der Quizsendung Wer weiß denn sowas?
Seit April 2019 ist Neururer Botschafter der Björn Steiger Stiftung.
Als Neururer über Doping befragt wurde, erzählte er, dass Captagon und Ephedrin Ende der Achtziger verbreitet gewesen seien. Seiner Schätzung nach hatten ungefähr 50 Prozent der Profispieler Captagon konsumiert. Dadurch seien die Spieler nicht mehr müde geworden. Hans-Werner Moors und Benno Möhlmann unterstützten die Aussage, dass das Aufputschmittel verbreitet gewesen sei. Jens Lehmann, Günter Schlipper, Dieter Schatzschneider und Jürgen Röber vermeldeten, ebenfalls etwas derartiges mitbekommen zu haben.